# IK Девы
IK Девы (лат. IK Virginis) — двойная затменная переменная звезда типа Алголя (EA) в созвездии Девы на расстоянии приблизительно 2482 световых лет (около 761 парсек) от Солнца. Визуальная звёздная величина звезды — от +11,79m до +11,51m. Орбитальный период — около 0,7236 суток (17,367 часа).
Открыта Фёдором Петровичем Величко, Т. Квятковским и Юрием Николаевичем Круглым в 1991 году*.

## Характеристики
Первый компонент — белая звезда спектрального класса A3, или A6. Эффективная температура — около 9330 K.